# Gasnące słońce (Jeske-Choiński)
Gasnące słońce. Powieść z czasów Marka Aureliusza – powieść historyczna Teodora Jeske-Choińskiego z 1895 roku. Przetłumaczona została na języki: niemiecki, szwedzki, włoski, węgierski, czeski i rosyjski.
Akcja powieści toczy się za czasów panowania Marka Aureliusza i Lucjusza Werusa w samym Rzymie i (w drugiej części) w pasie przygranicznym cesarstwa. Skupia się ona przede wszystkim wokół miłości patrycjusza Publiusza Kwintyliusza Warusa do Mucji Kornelii. Wśród ważnych postaci są: Marek Kwintyliusz Warus (brat stryjeczny Publiusza), Tullia Kornelia (stryjenka Mucji), prefekt legionów i przyjaciel Publiusza Serwiusz Klaudiusz Kalpurniusz (zromanizowany Germanin) oraz wzbogacony przedsiębiorca, syn wyzwoleńca Lucjusz Fabiusz Pomponiusz Furio i jego córka Liwia. Epizodycznie jako bohaterowie pojawiają się także obaj cesarze.
Powieść została wznowiona w 2005 roku nakładem Polskiego Wydawnictwa Encyklopedycznego (ISBN 83-89862-10-7).